# Vážka pestrá
Vážka pestrá (Rhyothemis variegata) je druh vážky z čeledi vážkovití, vyskytující se v Asii. Je zajímavá svými neobvykle pestře zbarvenými křídly.

## Výskyt
Vyskytuje se v Indii, Srí Lance, Číně, Myanmaru, Thajsku, Vietnamu a na Tchaj-wanu.

## Popis
Vážka pestrá je středně velká vážka podobající se motýlu. Křídla má pestře zbarvená se žlutými a hnědými průhlednými skvrnami. Nymfy jsou krátké a zavalité, na těle jsou hnědě vzorkované.

## Způsob života
Je slabý letec a může být snadno zaměněná s motýlem. Nevzdaluje se daleko od vody a často usedá na vegetaci. Dospělé vážky létají po celý rok. Vyskytují se v okolí bažin, rybníků nebo rýžovišť.

## Podruhy
Poddruhy druhu podle
- Rhyothemis variegata arria
- Rhyothemis variegata imperatrix
- Rhyothemis variegata splendida
- Rhyothemis variegata variegata